# Liparyt
Liparyt, ryolit, riolit – kwaśna skała magmowa wylewna lub subwulkaniczna, o składzie odpowiadającym plutonicznemu granitowi. Synonim ryolitu.
Nazwa pochodzi od Wysp Liparyjskich pochodzenia wulkanicznego. Po raz pierwszy użył jej Justus Roth w (1861).
Nazwa popularna w literaturze rosyjskiej i niemieckiej. Obecnie w literaturze polskiej nieużywana.